# Pressverbindung
Eine Pressverbindung ist eine kraftschlüssige Verbindung der Fügetechniken zweier Teile, die sich die Reibung zwischen diesen beiden Teilen zu Nutzen macht. Sie wird der Gruppe An- und Einpressen zugeordnet und ist durch die DIN 8593 normiert.
Zum Fügen der Teile kann zum Beispiel die thermische Ausdehnung von Materialien ausgenutzt werden. Die meisten Materialien dehnen sich aus, wenn sie erhitzt werden. So können zwei Teile, die im gekühlten Zustand zusammengesetzt wurden, bei Raumtemperatur fest zusammenhängen, da sie sich durch das Ausdehnen fest verkeilt haben. Hier spricht man auch von Kaltdehnen. Wird hingegen ein Teil erhitzt, bevor es mit einem anderen Teil zusammengesetzt wird, spricht man von Aufschrumpfen.
Im Sanitär- und Heizungsbau werden Rohrleitungen durch spezielle Pressfittinge druckdicht verbunden.